# Uloborus humeralis marginatus
Uloborus humeralis là một phân loài nhện trong họ Uloboridae.
Loài này thuộc chi Uloborus. Uloborus humeralis marginatus được Wladislaus Kulczynski miêu tả năm 1908.